# Victor Cassien
Pour les articles homonymes, voir Cassien.
Victor Désiré Cassien, né le 25 octobre 1808 à Grenoble, où il meurt le 18 juin 1893 , est un lithographe, graveur, dessinateur et photographe français.

## Biographie
Victor Cassien est destiné à la vie ecclésiastique par ses parents et commence ses études au Petit Séminaire de Grenoble et les termine au Collège de Grenoble en 1828. Il se découvre alors une passion pour le dessin.

Il illustre de nombreux ouvrages de lithographies dont l’Album du Vivarais et l’Album du Dauphiné (1835-1839) en collaboration avec Alexandre Debelle, un recueil en quatre tomes de dessins représentant les sites les plus pittoresques du Dauphiné comme la cascade du Perrier près de Valbonnais. De nos jours, de nombreux dessins préparatoires aux lithographies de l’Album du Dauphiné sont conservés à la Bibliothèque municipale de Grenoble, provenant de la collection d'Eugène Chaper, entrée dans les collections de la bibliothèque en 1946. Il fonde avec Alexandre Debelle la Société des Amis des Arts de Grenoble et voyage beaucoup tout au long de son existence,.

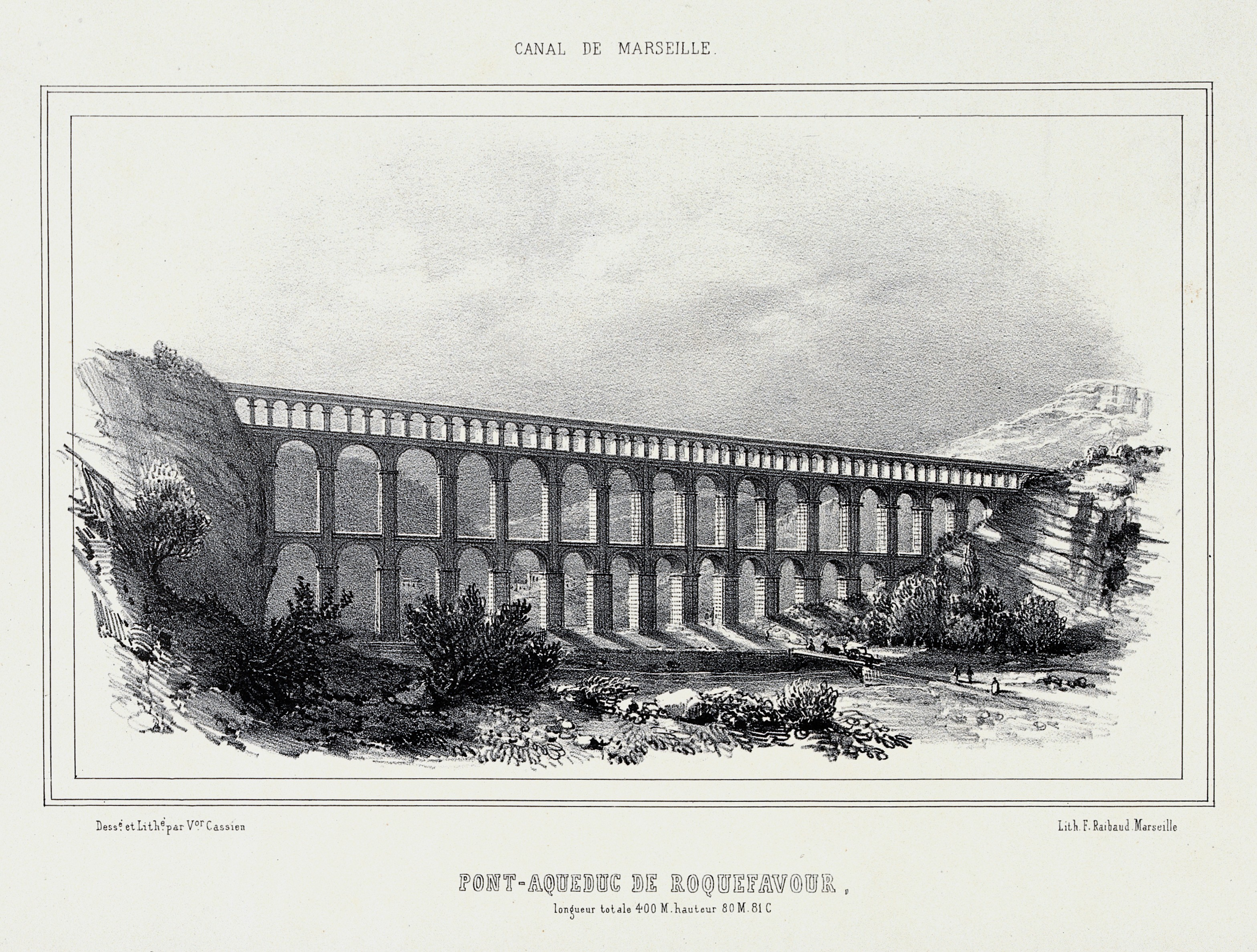
Le Pont Aqueduc de Roquefavour faisant partie du Canal de Marseille, par Victor Cassien

Il épouse le 9 avril 1834 Virginie Ravanat, marchande de nouveautés et sœur du peintre Théodore Ravanat. Avec sa famille, il s'installe à Marseille en 1840 où il monte un petit commerce qui vivote et un atelier de photographies qui lui permettent d'entretenir sa famille.
Il revient parfois à Grenoble et dessine en 1843 les planches du livre L'ornithologie du Dauphiné d’Hippolyte Bouteille, ouvrage qui décrit environ trois cents espèces d’oiseaux observables en Dauphiné. Il est aussi l’auteur de quelques peintures dont un autoportrait conservé au musée dauphinois et des fusains. En novembre 1857, sa fille Victoire Marie Blanche Cassien (1838-1912) épouse à Marseille le photographe Louis Dodéro.
L’âge venant, achète en 1862 une maison à Voiron, dans le Dauphiné, et se consacre à son jardin. Mais à 70 ans, de nouvelles charges de famille l’oblige à se remettre au travail. C'est alors qu'il produit de nombreux fusains qui auront un grand succès à Grenoble. Puis une embolie le prive de sa main gauche, ce qui ne l'empêche pas de continuer à dessiner. Victor Cassien s’éteint en 1893 à l’âge de 84 ans à son domicile du 15 boulevard de l'Esplanade. Il est inhumé au cimetière Saint-Roch de Grenoble dans le caveau de famille de son épouse, dans lequel repose également l’ingénieur et alpiniste Maurice Dodéro (1898-1959).

## Œuvres

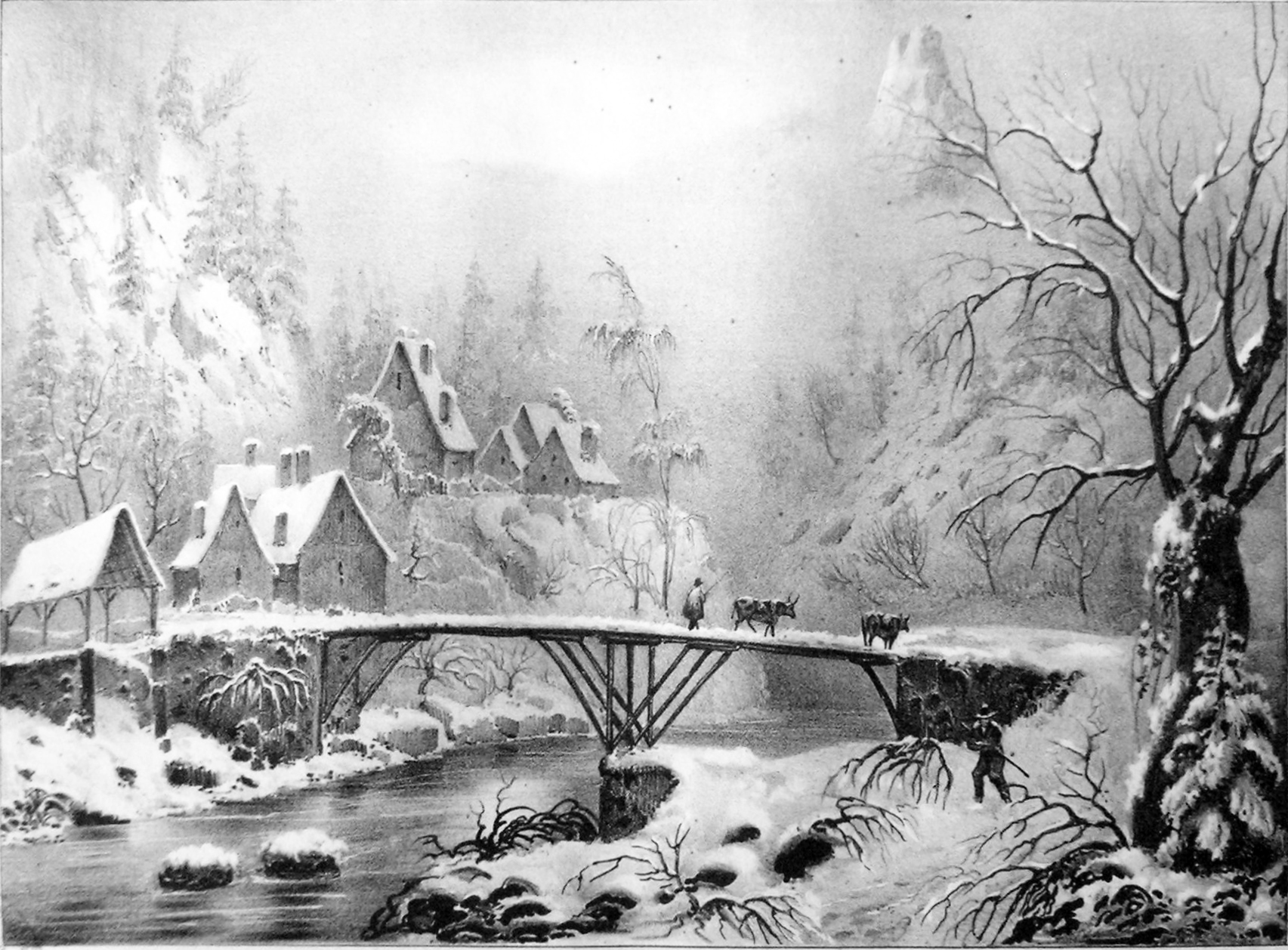
Livet près du Bourg d'Oisans (Isère), Victor Cassien

### Textes et illustrations
- Album du Dauphiné, Grenoble, 1835-1839 : une partie des 192 planches lithographique, en collaboration avec Alexandre Debelle.
- Iconographie de la fontaine monumentale érigée par la ville de Chambéry à la mémoire du général de BoigneSculptée par Sappey de Grenoble, 1838 : 11 planches lithographiques.

### Illustrations uniquement
- Album du Vivarais ou Itinéraire historique et descriptif de cette ancienne province de Albert Du Boys : 40 planches lithographiques
- Ornithologie du Dauphiné ou description des oiseaux observés dans les départements de l'Isère, de la Drôme, des Hautes-Alpes et les contrées voisines de Hippolyte Bouteille et de LabatieOuvrage contenant 300 sujets dessinés d'après nature / Grenoble : chez Hip. Bouteille, 1843.

## Exposition
Les œuvres de Victor Cassien ont figuré dans une exposition au Musée de l'Ancien Évêché de Grenoble du 17 octobre 2003 au 10 mai 2004 intitulée « Peintres à Proveysieux ».